# Riantec
Riantec (bretonisch: Rianteg) ist eine französische Gemeinde mit 5742 Einwohnern (Stand: 1. Januar 2022) im Département Morbihan in der Region Bretagne. Sie gehört zum Arrondissement Lorient und zum Kanton Hennebont. Die Einwohner werden Riantécois(es) genannt.

## Geographie
Riantec liegt im Südwesten des Départements etwa sechs Kilometer südöstlich von Lorient an der Lagune des Kap von Lorient (dem sog. La Petite Mer de Gavre).
Riantec wird umgeben von den Nachbargemeinden Merlevenez im Nordosten und Osten, Plouhinec im Südosten, Gâvres im Süden auf der anderen Lagunenseite, Port-Louis im Westen und Locmiquélic im Nordwesten.
Zur Gemeinde gehören auch die Inseln Île-aux-Pins und Île de Kerner.

## Geschichte
Die Gegend um Riantec ist schon in der Jungsteinzeit von Menschen besiedelt worden. Davon zeugen die Dolmen von Kerporhell und die Tumuli. Außerdem befindet sich eine Römerstraße im Gemeindegebiet. 

### Bevölkerungsentwicklung
| 1962 | 1968 | 1975 | 1982 | 1990 | 1999 | 2006 | 2011 | 2019 |
| ---- | ---- | ---- | ---- | ---- | ---- | ---- | ---- | ---- |
| 4121 | 4126 | 4128 | 4616 | 4846 | 4765 | 4898 | 5117 | 5821 |

## Sehenswürdigkeiten
- Dolmen von Kerporhell

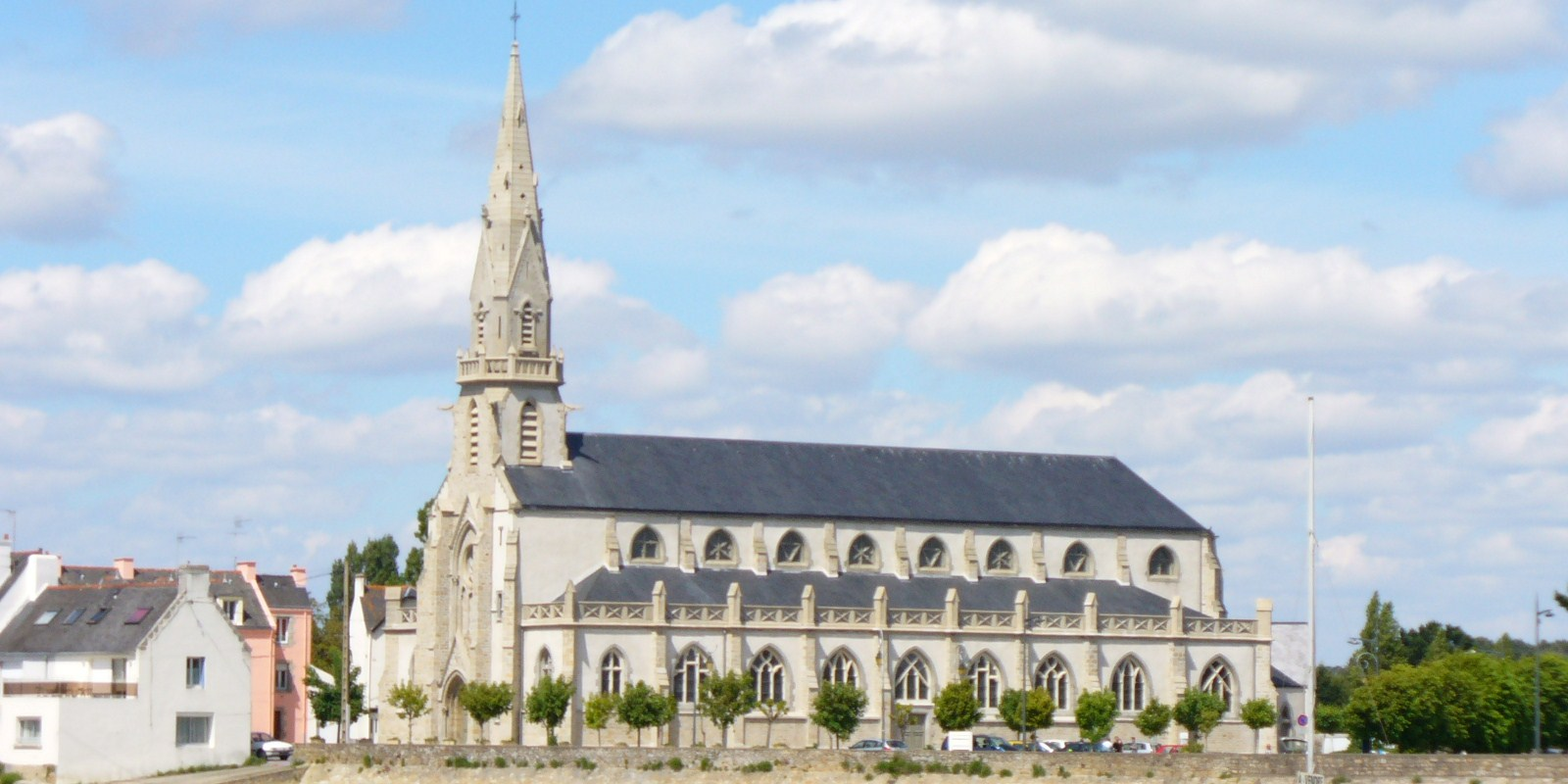
Radegundiskirche

- Radegundiskirche aus dem Jahre 1927
- Dreifaltigkeitskapelle aus dem 15. Jahrhundert
- Kapelle La Vraie-Croix aus dem 17. Jahrhundert
- Kapelle Saint-Jean, wieder aufgebaut 1884
- Schloss Kerdurand aus dem 18. Jahrhundert
- Ruinen des Schlosses La Croizetière aus dem 15. Jahrhundert
- Phare de Poulfanc, Leuchtturm aus dem Jahr 1854 (bis 1913 im Einsatz)
- Phare de Kerbel, Leuchtturm (seit 1913 im Einsatz)
- Gezeitenmühle von Stervins aus dem Jahre 1689

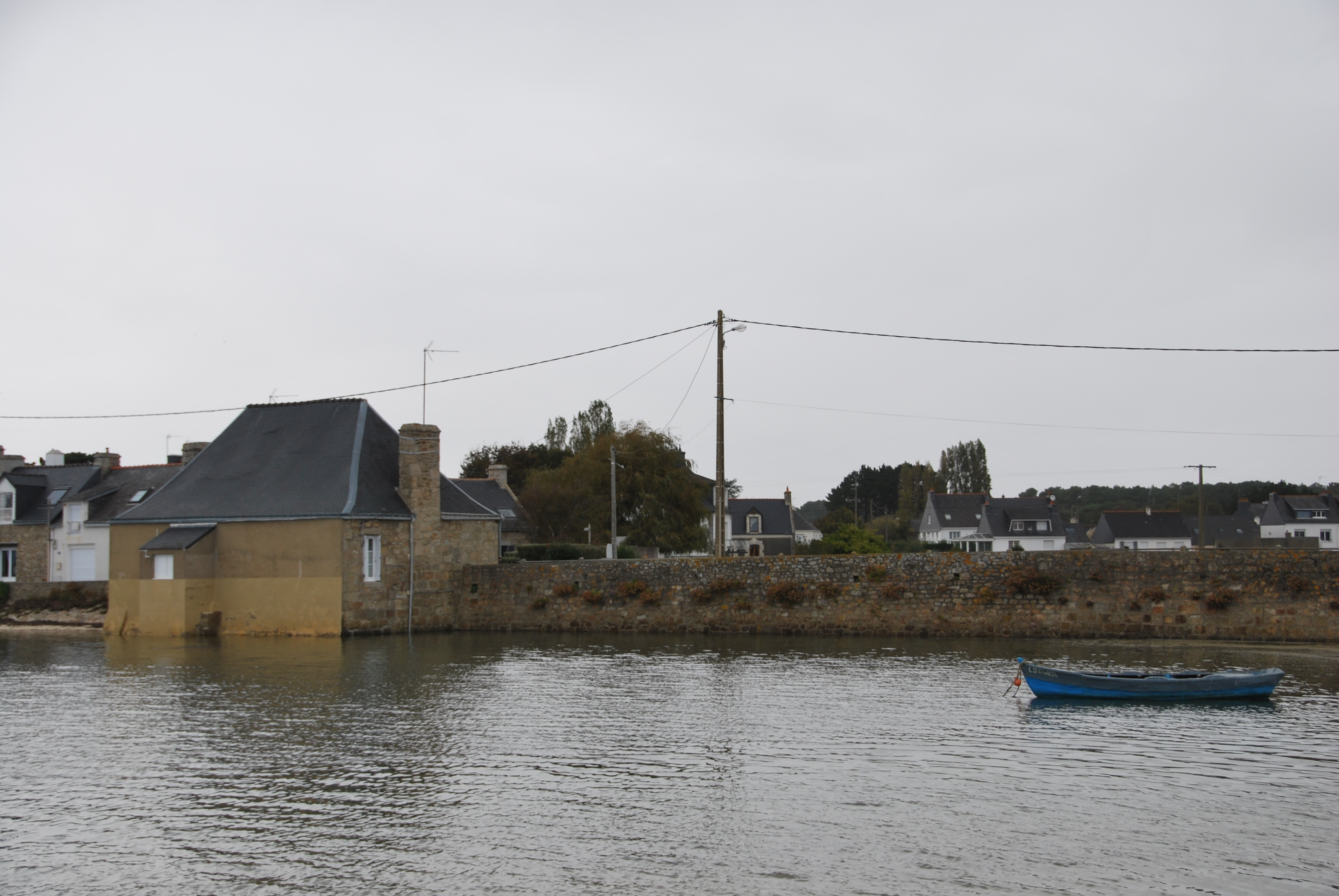
Gezeitenmühle von Stervins

## Persönlichkeiten
- Jules Crozet (1728–1782), Seefahrer und Entdecker